# Myiopharus nana
Myiopharus nana là một loài ruồi trong họ Tachinidae.